# Hronská Dúbrava
Hronská Dúbrava (in ungherese Felsőbesenyő) è un comune della Slovacchia facente parte del distretto di Žiar nad Hronom, nella regione di Banská Bystrica.